# European Trophy
European Trophy je bilo natjecanje u hokeju na ledu za klubove koje se održavalo između 2006. i 2013. godine. Uglavnom se igrao tijekom ljetnih mjeseci, sa završnicom u studenom. Osnovano je kao Nordic Trophy 2006. te su u njemu sudjelovali klubovi iz Finske i Švedske. 2009. su igrana dva turnira - posebno za Švedsku i Finsku. 2010. je turnir proširen, tako da su u njemu nastupali i klubovi iz Austrije, Češke, Norveške, Njemačke, Slovačke i Švicarske. Tijekom trajanja završnog natjecanja 2013., odlučeno je da se od sezone 2014./15. European Trophy zamjenjuje Ligom prvaka (eng. Champions Hockey League).
U sezonama 2012. i 2013. u natjecanju je bilo 32 momčadi te je to tako bio najveći turnir u hokeju na ledu u Europi.

## Pobjednci i drugoplasirani
| sezona          | br. momčadi   | pobjednik                  | drugoplasirani          |
| Nordic Trophy   | Nordic Trophy | Nordic Trophy              | Nordic Trophy           |
| --------------- | ------------- | -------------------------- | ----------------------- |
| 2006.           | 8             | Färjestad BK (Karlstad)    | Oulun Kärpät            |
| 2007.           | 8             | Oulun Kärpät               | Frölunda HC (Göteborg)  |
| 2008.           | 10            | Linköpings HC              | Frölunda HC (Göteborg)  |
| 2009. (F)       | 6             | Tappara (Tampere)          | HIFK (Helsinki)         |
| 2009. (Š)       | 6             | Djurgårdens IF (Stockholm) | Linköpings HC           |
|                 |               |                            |                         |
| European Trophy |               |                            |                         |
| 2010.           | 18            | Eisbären (Berlin)          | HV71 (Jönköping)        |
| 2011.           | 24            | Red Bull (Salzburg)        | Jokerit (Helsinki)      |
| 2012.           | 32            | Luleå HF                   | Färjestad BK (Karlstad) |
| 2013.           | 32            | JYP (Jyväskylä)            | Färjestad BK (Karlstad) |

## Sudionici
Sudionici 2013. su označeni podebljanim slovima.
| - Vienna Capitals - Beč - Red Bull - Salzburg - Kometa - Brno - Piráti - Chomutov - HC České Budějovice - České Budějovice - Mountfield - Hradec Králové - Bílí Tygři - Liberec - HC Pardubice - Pardubice - HC Plzeň - Plzeň - Slavia - Prag - Sparta - Prag - HIFK - Helsinki - Jokerit - Helsinki | - JYP - Jyväskylä - KalPa - Kuopio - Oulun Kärpät - Oulu - Lukko - Rauma - Tappara - Tampere - TPS - Turku - Vålerenga - Oslo - Eisbären - Berlin - Hamburg Freezers - Hamburg - ERC Ingolstadt - Ingolstadt - Adler - Mannheim - Slovan - Bratislava | - Brynäs IF - Gävle - Frölunda HC - Göteborg - HV71 - Jönköping - Färjestad BK - Karlstad - Linköpings HC - Linköping - Luleå HF - Luleå - Malmö Redhawks - Malmö - Djurgårdens IF - Stockholm - SC Bern - Bern - Fribourg-Gottéron - Fribourg - EV Zug - Zug - ZSC Lions - Zürich |

## Poveznice
- službene stranice  Arhivirana inačica izvorne stranice od 23. lipnja 2011. (Wayback Machine)
- Champions Hockey League
- Kup Europe u hokeju na ledu
- Liga prvaka
- Super Six
- Spenglerov kup
- IIHF Continental Cup
- IIHF Federation Cup
- IIHF Superkup